# UCI WorldTeam
UCI WorldTeams (bis 2014: UCI ProTeams) sind professionelle Radsportteams, die an den Straßenradrennen der UCI WorldTour (bis 2010: UCI ProTour), den Rennen der UCI ProSeries und der UCI-Kategorie 1 der UCI Continental Circuits (UCI Africa Tour, UCI America Tour, UCI Asia Tour, UCI Europe Tour, UCI Oceania Tour) teilnehmen.
Die Teilnahme an den Rennen der UCI WorldTour – außer bei Rennen, die erstmals nach 2017 WorldTour-Status erhielten – ist für die WorldTeams verpflichtend. Ebenso müssen die Veranstalter der UCI WorldTour die UCI WorldTeams zulassen. Die UCI WorldTeams bilden somit vor den UCI ProTeams (bis: 2019: UCI Professional Continental Teams) und den UCI Continental Teams die erste Kategorie der von dem Weltradsportverband UCI registrierten Straßenradmannschaften.
Die Teamkategorie ProTeam wurde im Jahr 2005 im Zuge der Einführung der UCI ProTour geschaffen und entspricht etwa der vorigen Kategorie GS1 bzw. TT1 (Groupe Sportif 1 bzw. Trade Team 1).

## Identität, Name und Nationalität
Ein UCI WorldTeam besteht aus dem Teambetreiber paying agent (en., dt. etwa: Zahlungsverantwortlicher), den Sponsoren, den Radrennfahrern und den anderen Beschäftigten des Teams (Manager, Trainer, Teamarzt, Soigneur, Mechaniker etc.). Bis zu drei Sponsoren haben den Status als Hauptpartner. Eine oder mehrere dieser Personen oder Organisationen ist der bzw. sind die Inhaber der UCI WorldTour-Team-Lizenz, welche neben dem Teambetreiber die Identität des Teams ausmacht, während der Name und die Sponsoren des Teams wechseln können. Grundsätzlich dürfen keine dieser Personen oder Organisationen Verbindungen zu einem anderen UCI WorldTeam, UCI ProTeam oder dem Veranstalter eines World-Tour-Rennens unterhalten; Ausnahmen kann die UCI genehmigen, wenn eine Beeinträchtigung der sportlichen Fairness nicht als gegeben angesehen wird. Der paying agent und die Hauptsponsoren dürfen dagegen Continental Teams oder Nachwuchsmannschaften betreiben; diese Teams dürfen aber in internationalen Rennen nicht gemeinsam starten.
Der Name eines UCI WorldTeams ist grundsätzlich der Name oder die Marke eines oder mehrerer Hauptpartner, oder der Name des paying agents. Ausnahmsweise kann das Team unter einem anderen mit dem Projekt verbundenen Namen lizenziert werden.
Die Nationalität eines UCI WorldTeams bestimmt sich wahlweise nach dem Sitz des Teambetreibers, des Lizenzinhabers bzw. dem Land, in welchem das beworbene Produkt, Service oder Marke gehandelt wird, und hat keine praktische Bedeutung.

## UCI WorldTour-Team-Lizenz
Die UCI vergibt seit Einführung der UCI WorldTour im Jahr 2011 bis zu 18 UCI WorldTour Team-Lizenzen von bis zu vier Jahren auf der Grundlage sportlicher, ethischer, finanzieller, administrativer und seit 2017 organisatorischer Kriterien. Die lizenzierten Teams werden UCI WorldTeams genannt und sind jährlich neu zu registrieren. Dabei kann die Lizenz bei Nichterfüllung dieser Kriterien verfallen.
Das sportliche Kriterium galt 2011 bis 2014 als erfüllt bei einer Platzierung unter den ersten 15 eines „internen“ Rankings. Teams zwischen Platz 16 und 20 dieser Rangliste konnten registriert werden. Dieses bis zur Saison 2013 unveröffentlichte Ranking beruhte auf einer Zweijahreswertung der besten 15 für die nächste Saison verpflichteten Fahrer. Zu Beginn der Saison 2013 veröffentlichte die UCI die Kalkulation des Rankings für die Lizenzierung des Jahres 2014: Es wurde errechnet aus Erfolgen des Teams im aktuellen Jahr und den zehn besten Fahrern einer Zweijahreswertung, die sich errechnete aus Endplatzierungen in der UCI WorldTour und den UCI Continental Circuits sowie Podiumsplatzierungen in großen Rennen und Weltmeisterschaftssiegen in Ausdauerdisziplinen auch außerhalb des Straßenradsports. Wechselte ein Fahrer das Team verblieben 20 % der von ihm erzielten Punkte bei seinem ehemaligen Team. Zur Saison 2015 wurde das Kriterium dahingehend geändert, dass die ersten 16 Teams der World-Tour-Teamwertung des vorausgegangenen Jahres das Kriterium erfüllen. Alle anderen Teams qualifizieren sich auf Grundlage der Punkte der fünf erfolgreichsten für die nächste Saison verpflichteten Fahrer. Ab 2017 folgte das sportliche Kriterium im Zuge einer Reduzierung der Lizenzen ab 2017 dem geänderten Teamranking der UCI WorldTour, mit der Maßgabe, dass für die Abstiegsregelung nur die bereits 2016 lizenzierten Rennen zählen.
Das ethische Kriterium betrifft insbesondere die Frage des Dopings. Die Teilnahme am „Biologischer Pass“-Programm ist für WorldTeams verpflichtend.
Das organisatorische Kriterium betrifft insbesondere die Betreuung durch Mediziner und Trainer sowie die Begrenzung der Renntage je Fahrer auf 85.
Von den übrigen Kriterien sind insbesondere die UCI-Mindestanforderungen an die Fahrerverträge und die Bankgarantie für Gehälter zu beachten.
Bewerber um eine UCI WorldTour-Team-Lizenz, welche das sportliche Kriterium verfehlen, aber die übrigen Kriterien erfüllen, werden als UCI Professional Continental Teams registriert.
Die Lizenzierungskriterien in den Jahren der UCI ProTour 2005–2010 waren vergleichbar. Ein bedeutsamer Unterschied zu den jetzigen Lizenzierungsbedingungen war aber, dass das sportliche Kriterium nicht auf Grundlage einer Punktewertung überprüft wurde und die Registrierung bereits lizenzierter Teams für das Folgejahr unabhängig von der sportlichen Wertigkeit des Teams vorgenommen wurde, ein sportlicher Abstieg also ausgeschlossen war. Außerdem wurden bis zu 20 ProTour-Lizenzen vergeben, so dass die Veranstalter entsprechend weniger UCI Professional Continental Teams einladen konnten.

## Fahrer
Die Fahrer der UCI WorldTeams sind Berufssportler. Ihre Mindestarbeitsbedingungen, darunter das Mindestgehalt, werden durch UCI-Reglement und einer tarifvertragsähnlichen Abrede zwischen dem Teameigentümerverband Association Internationale des Groupes Cyclistes Professionnels (AIGCP) und der „Fahrer-Gewerkschaft“ Cyclistes Professionnels Associés (CPA) geregelt. Das Mindestgehalt für einen Neoprofi beträgt 29.370 € jährlich, für andere Fahrer 36.300 €; mindestens aber den gesetzlichen Mindestlohn, der in dem Land gilt, dessen Nationalität das UCI WorldTeams besitzt. Diese Beträge sind um 50 % zu erhöhen, wenn der Fahrer nicht als Arbeitnehmer, sondern als freier Mitarbeiter für die Betreiberfirma fährt. Hinzu kommen u. a. die Preisgelder, welche üblicherweise zwischen den Fahrern und dem sonstigen Personal aufgeteilt werden. Das jährliche Durchschnittsgehalt der Fahrer soll 2025 nach Angaben von La Gazzetta dello Sport etwa bei 500.000 € liegen.
Die Mindestanzahl von Fahrern je Team beträgt 27. Die Höchstanzahl von Fahrern je UCI WorldTeams beträgt ohne Neoprofis 28, bei einem Neoprofi 29 und bei mindestens zwei Neoprofis 30. Mehr als fünf Neoprofis darf ein UCI WorldTeam nicht beschäftigen.
Fahrer eines mit dem WorldTeam verbundenen Development Teams können für das WorldTeam an Rennen der UCI ProSeries und der 1. UCI-Kategorie der UCI Continental Circuits teilnehmen; ebenso können Fahrer des WorldTeams in Rennen der Continental Circuits für das Development Team starten.
Darüber hinaus kann ein UCI WorldTeam für die Teilnahme an Rennen der UCI Continental Circuits ab dem 1. August eines jeden Jahres bis zu drei Fahrer als Stagiaires vertraglich verpflichten.

## Bedeutung
Die UCI WorldTeams stellen die Elite der durch die UCI registrierten Teams dar. Die entsprechenden Lizenzen sichern die Teilnahme an den bedeutendsten Rennen des Radsports, der UCI WorldTour und damit als deren Teil insbesondere der Tour de France. Diese Lizenzen garantieren damit eine entsprechende öffentliche Wahrnehmung.
Das jetzige Regelwerk berücksichtigt zum Teil die Bedenken der bisher zur ProTour oppositionellen Rennveranstalter (Amaury Sport Organisation, RCS MediaGroup und Unipublic) gegen die ehemalige UCI ProTour, insbesondere durch die Verringerung der Zahl der ProTeams von 20 auf 18 und die Möglichkeit des Lizenzverfalls bei Nichterfüllung des sportlichen Lizenzierungskriteriums. Zum Teil werden die Kriterien der Lizenzierung als unklar kritisiert, insbesondere das „interne“ und damit wenig transparente Ranking zur Ermittlung des sportlichen Kriteriums.

## Development Teams
Mit Beginn der Saison 2020 können Teambetreiber eines WorldTeams, die ein Continental Team betreiben, dieses bei der UCI als Development Team („Farmteam“) registrieren. Jeweils maximal zwei Fahrer einen solchen Development Teams können für das verbundene WorldTeam an einem Rennen der UCI ProSeries teilnehmen, maximal vier an einem Rennen der ersten UCI-Kategorie. Umgekehrt können maximal ein Fahrer des WorldTeams für das Continental Team an Rennen der ersten Kategorie, bzw. ein Fahrer an Rennen der zweiten Kategorie teilnehmen.